# Adósságplafon
Az Amerikai Egyesült Államokban törvény szabályozza a szövetségi kormányzat eladósodottságának megengedett legnagyobb mértékét. Ennek a maximális adósságösszegnek a köznyelvi elnevezése az adósságplafon (angolul debt ceiling). He egy adott költségvetési évben a kongresszus több kiadást szavaz meg, mint amennyit a bevételek fedezni tudnak, az Államkincstár a különbség áthidalására államkötvények kibocsátása révén kölcsönt vesz fel. Mivel a legtöbb évben a költségvetés deficites, az ebből származó eladósodottság évről évre halmozódik. Ha az államadósság mértéke megközelíti az adósságplafont, szükségessé válik annak megemelése, ami aztán lehetővé teszi azt, hogy az Államkincstár további hiteleket vegyen föl, és ezzel biztosítsa az Egyesült Államok folyamatos fizetőképességét. Az adósságplafon megemeléséhez kongresszusi határozatra van szükség. Ez a politikai helyzettől függően néha közel automatikus formalitás, máskor komoly csatározások forrása. Arra mindezidáig nem volt példa, hogy a Kongresszus ne emelte volna meg időben az adósságplafont. Az adósságplafon szintje 2021. december 16. óta 31 381 milliárd dollár.

## Alkotmányos és törvényi háttér
Az alkotmány első cikkelyének nyolcadik szakasza felhatalmazza a Kongresszust, hogy adókat vessen ki, és az így befolyt pénzből fedezze a szövetségi kiadásokat, valamint hogy az Egyesült Államok nevében kölcsönt vegyen föl, illetve hogy az így felhalmozott adósságokat megfizesse. A tizennegyedik alkotmánymódosítás azt is kimondja, hogy az Egyesült Államok törvényesen felhalmozott adósságának érvényességét nem lehet megkérdőjelezni. 
A gyakorlatban ez úgy valósul meg, hogy a Kongresszus elfogadja a szövetségi költségvetést, és megbízza az Államkincstárt, illetve az az alá rendelt Adóhivatalt, hogy szedje be a szükséges adókat és fizesse ki a törvényben meghatározott kiadások fedezetére szükséges összegeket. Amennyiben a költségvetés deficites, a Kongresszus arra is felhatalmazza az Államkincstárt, hogy vegyen fel kölcsönöket a hiány áthidalására. 1917-ben a Second Liberty Bond Act (törvény a második szabadságkötvényről) fogalmazott meg először konkrét, összegszerű felső határt az Egyesült Államok adósságára. Azóta az adósságplafon mértékét többször módosította a törvényhozás. A legutóbbi ilyen kongresszusi határozat a 117-73-as Törvénycikk, amely 2021. december 16-án 2500 milliárd dollárral, 31 381 milliárd dollárra emelte meg az adósságplafont.